# بخش لیجینگپو
بخش لیجینگپو (به لاتین: Lijingpu Subdistrict) یک شهرک در جمهوری خلق چین است که در Ningxiang City واقع شده‌است. بخش لیجینگپو ۳۵ کیلومتر مربع مساحت و ۳۴٬۰۰۰ نفر جمعیت دارد.